# Manfred Reimer
Manfred Reimer (* 22. November 1933 in Breslau) ist ein deutscher Mathematiker und Hochschullehrer.

## Leben und Wirken
Nach seiner Reifeprüfung 1953 an der Albrecht-Thaer-Schule in Hamburg begann Manfred Reimer zunächst mit dem Studium des Bauingenieurwesen an der Technischen Hochschule Hannover. Bald wechselte er jedoch zum Studium der Mathematik und Physik und zwar zunächst 1954/55 an der Universität Göttingen. Von 1955 bis 1958 setzte er sein Studium an der Eberhard Karls Universität Tübingen fort. Dort legte er 1958 die erste Staatsprüfung für das Lehramt an höheren Schulen ab und war von 1959 bis 1960 (zweite Staatsprüfung) Studienreferendar in Stuttgart. Von 1960 bis 1963 arbeitete Reimer als wissenschaftlicher Mitarbeiter am Rechenzentrum der Universität Tübingen (Zentrum für Datenverarbeitung) und promovierte 1963 im Fach Mathematik bei Karl Zeller. Bis zu seiner Habilitation war er dann als wissenschaftlicher Assistent am Mathematischen Institut der Universität Tübingen tätig. Von 1967 bis 1968 lehrte er als Assistenzprofessor an der University of Maryland. Im Jahre 1969 übernahm er eine ordentliche Professur für Mathematik an der Universität Dortmund, wo er am Aufbau des Mathematischen Instituts beteiligt war. In Dortmund lehrte und forschte er bis zu seiner Emeritierung 1999. Reimer war in der akademischen Selbstverwaltung der Universität (u. a. als zweimaliger Dekan) und in verschiedenen Fachgremien tätig. Außerdem unterrichtete er an der Fernuniversität in Hagen („Mathematik für Informatiker“).
Hauptschwerpunkte der Arbeit von Manfred Reimer ist die Numerische Mathematik und die Approximationstheorie.

## Schriften
- Stabilität bei numerischer Integration von Differentialgleichungen. Dissertation Universität Tübingen 1963
- Zur Theorie der linearen Differenzenformeln. In: Mathematische Zeitschrift, Bd. 95 (1967), S. 373–402 (Habilitationsschrift Universität Tübingen 1966).
- Grundlagen der numerischen Mathematik. Studienbuch für Studenten der Mathematik, Informatik, Statistik und aller Naturwissenschaften. Zwei Bände. Akademische Verlagsgesellschaft, Wiesbaden 1980/1982, ISBN 3-400-00414-6 und ISBN 3-400-00416-2.
- Stabile Darstellung von Funktionen (= Hagener Universitätsreden. Bd. 1). Fernuniversität/Gesamthochschule Hagen 1982.
- Constructive theory of multivariate functions. With an application to tomography. BI-Wiss. Verlag, Mannheim 1990, ISBN 3-411-14601-X.
- Multivariate polynomial approximation (= International series of numerical mathematics. Bd. 144). Birkhäuser, Basel 1993, ISBN 3-7643-1638-1.
- Der Klang als Formel. Ein mathematisch-musikalischer Streifzug. Oldenbourg, München 2010, ISBN 978-3-486-59739-4 (2. verbesserte Aufl. 2011).